# Metachromasie
Metachromasie ist ein Färbeverhalten in histologischen Färbungen, das durch eine andere Farbgebung als die des verwendeten Farbstoffs gekennzeichnet ist, beispielsweise Stains-all oder eine violette Färbung von Schleimstoffen mit dem blauen Farbstoff Toluidinblau. Die Fähigkeit eines Gewebes, von Zellen oder Interzellularsubstanzen ein solches Färbeverhalten auszulösen, nennt man Metachromotropie. Physikalisch liegt der Metachromasie eine Verschiebung des Absorptionsmaximums zugrunde, die dazu führt, dass langwelligere Anteile des Lichtspektrums verstärkt wiedergegeben werden.